# Fall River Mills
Fall River Mills est une census-designated place du comté de Shasta, dans l'État de Californie, aux États-Unis,. En 2020, elle compte une population de 616 habitants.